# Garabelos (Bande)
Garabelos (llamada oficialmente San Xoán de Garabelos) es una parroquia y un lugar español del municipio de Bande, en la provincia de Orense, Galicia.

## Toponimia
La parroquia también es conocida por el nombre de San Juan de Garabelos.

## Organización territorial
La parroquia está formada por una entidad de población:
- Garabelos

## Demografía
Gráfica demográfica del lugar y parroquia de Garabelos según el INE español:
| Gráfica de evolución demográfica de Garabelos entre 2000 y 2023 |
|                                                                 |
| Datos según el nomenclátor publicado por el INE.                |